# 삼궁삼수
삼궁삼수는 수상전에 적용되는 바둑의 관용어 중 하나로, 사활이 문제되는 삼궁의 수수는 세수라는 뜻이다. 단수와 따내는 수는 수수 계산에 포함되지 않는다.